# Bernard Shlesinger
Bernard Edward Shlesinger, Ned Shlesinger (ur. 17 grudnia 1960 w Waszyngtonie) – amerykański duchowny katolicki, biskup pomocniczy Atlanty od 2017.

## Życiorys
Święcenia kapłańskie otrzymał w dniu 22 czerwca 1996 i został inkardynowany do diecezji Raleigh. Pracował głównie jako duszpasterz parafialny, był także m.in. dyrektorem kurialnego wydziału ds. powołań i kleryków oraz ojcem duchownym seminarium w Filadelfii.
15 maja 2017 papież Franciszek mianował go biskupem pomocniczym Atlanty ze stolicą tytularną Naiera. Sakry udzielił mu 19 lipca 2017 arcybiskup Wilton Gregory.